# Monstera gracilis
Monstera gracilis är en kallaväxtart som beskrevs av Adolf Engler. Monstera gracilis ingår i släktet Monstera och familjen kallaväxter. Inga underarter finns listade.